# La Granvillaise
La Granvillaise est une réplique de bisquine construite en 1990 à Granville. C'est un lougre de pêche à trois-mâts, à coque bois et voiles au tiers. 
Son immatriculation est : 775501 L (Cherbourg).

## Histoire
La Granvillaise  est la reproduction de la bisquine La Rose Marie (1897) sur les plans de Louis Julienne et sous l'égide de l'A.V.G.G. (Assoc. des Vieux Gréements Granvillais).
La bisquine est  un bateau de travail bien connu pour sa stabilité  et puissant sous voiles pendant les régates entre les pêcheurs de Granville et Cancale pour la gloire et la renommée de leurs villes natales. 
Elle est caractéristique de la région du mont Saint-Michel située entre Cancale et Granville en France au XIXe siècle. Ce type de bateau pratiquait le dragage des huîtres dans la baie du mont Saint-Michel, la pêche au chalut, et pour les plus grandes, la pêche aux lignes. 
Les bisquines avaient totalement disparu, mais des passionnés ont entrepris de les faire revivre à Cancale et à Granville. Ce projet de construction a commencé au chantier naval de Granville dès 1988. La Granvillaise a été mise à l'eau le 10 avril 1990. Elle porte le gréement le plus important de tous les bateaux traditionnels.
La Granvillaise participe aux festivals maritimes pour le métier traditionnel de la navigation à la voile et à des régates sur la côte atlantique française.
Il est possible de naviguer à la journée sur La Granvillaise, dans la baie de Granville, ou vers Chausey (individuellement ou en groupe) en s'adressant à l'association gestionnaire.
La Granvillaise est attachée au port de plaisance de Granville (le port de Hérel).

## Autres caractéristiques
C'est le bateau de pêche le plus voilé de France avec 410 m2.
- 10 voiles : Taillevent (grand voile) : 104 m² - Misaine : 61 m² - Tape-cul : 37 m² - Petit Hunier : 30 m² - Grand Hunier : 46 m² - Petit Rikiki (perroquet) : 22 m² - Grand Rikiki : 32 m² - Grand Foc : 53 m² - Moyen Foc : 33 m²  - Petit Foc : 25 m².

## Galerie

La Granvillaise
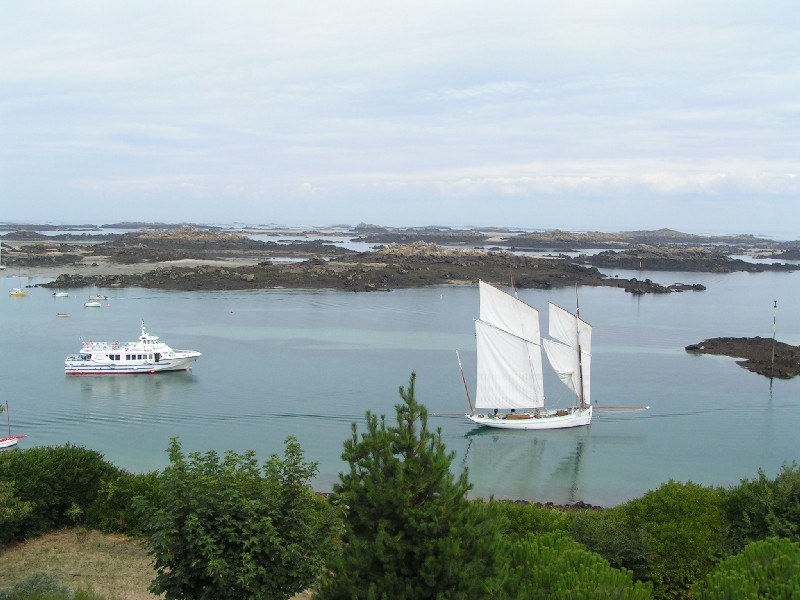
La Granvillaise dans le sound de Chausey en 2007.
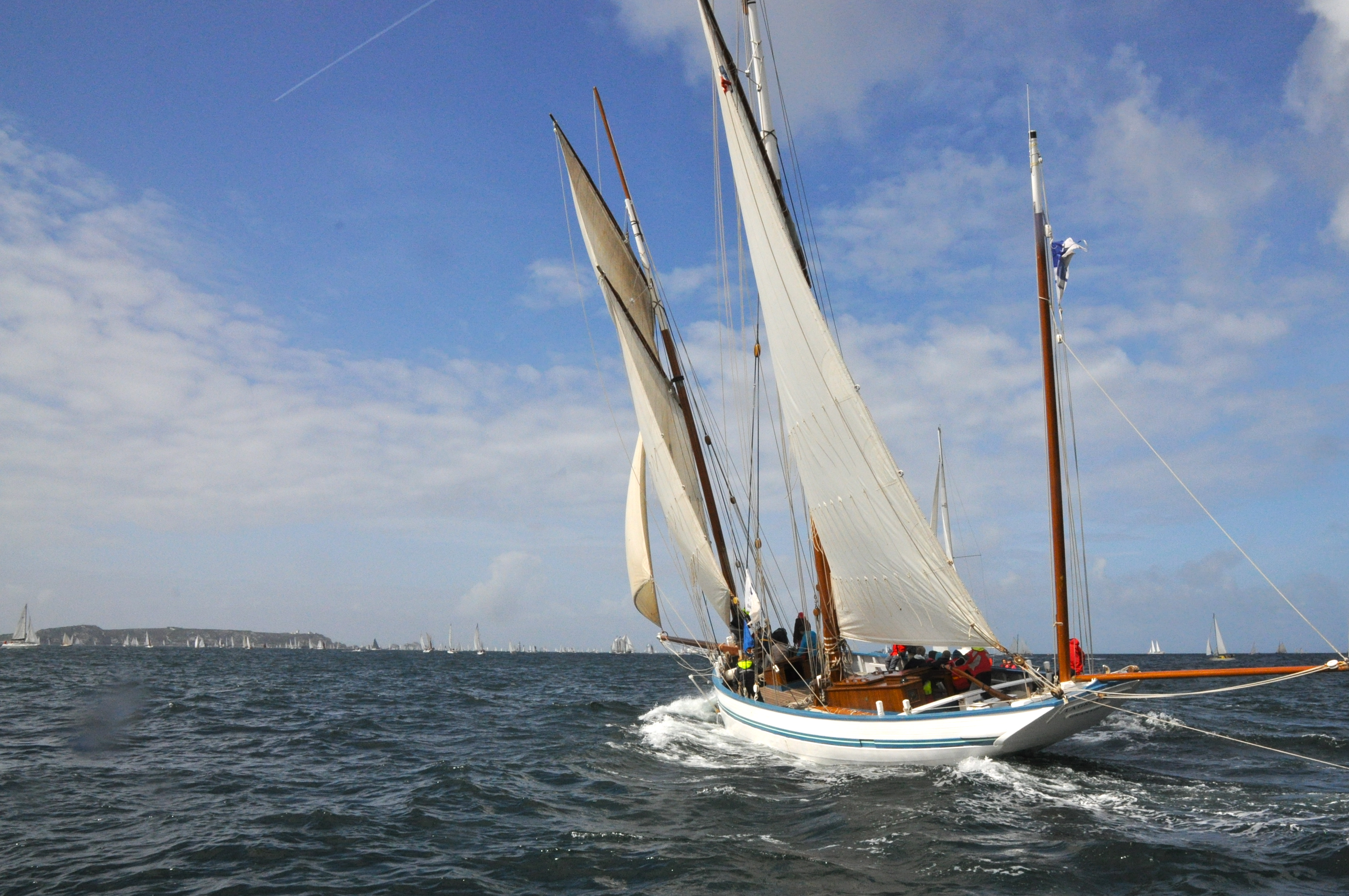
La Granvillaise lors de la parade de 2012 dans la rade de Brest.
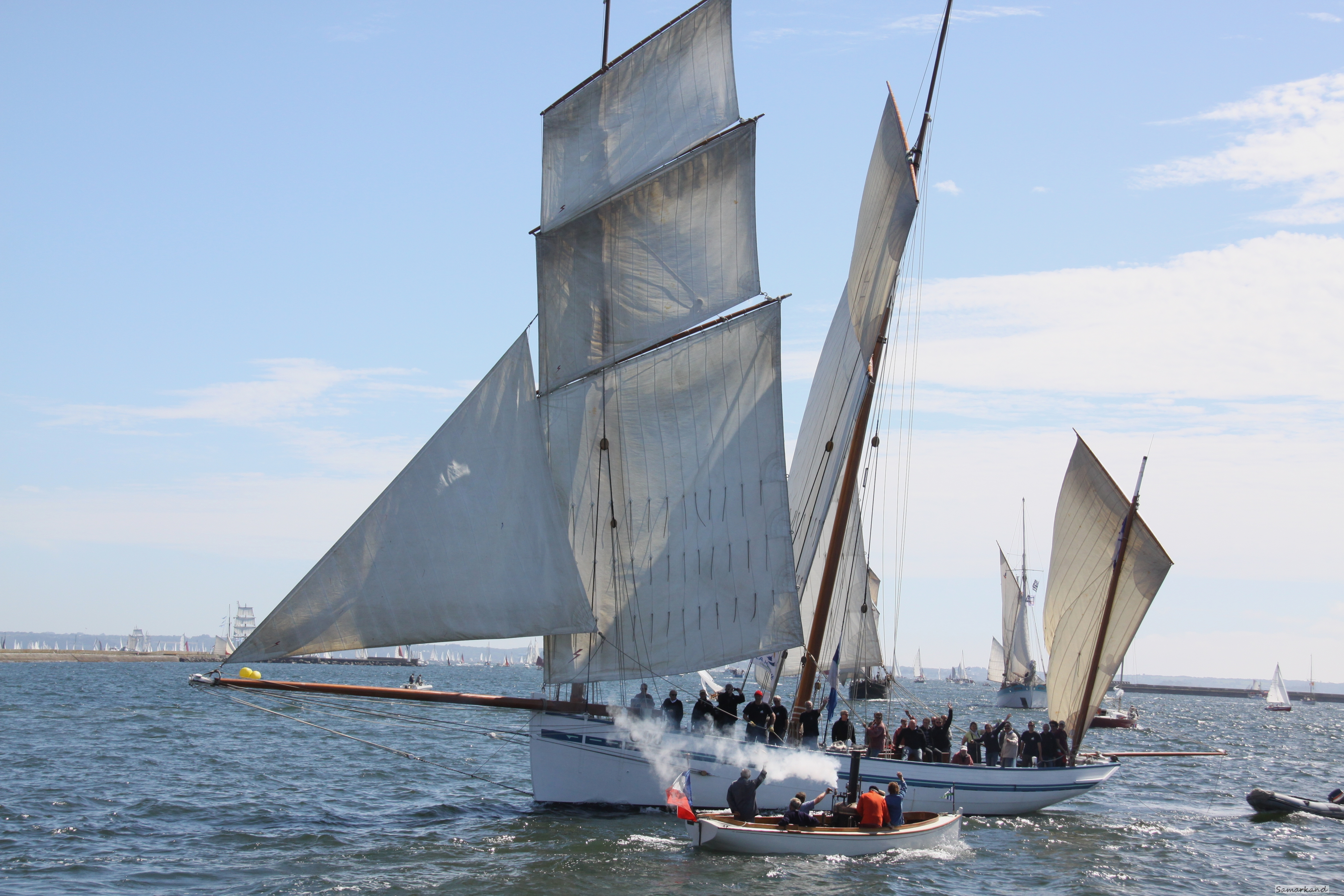
La Bisquine La Granvillaise saluée par le canot à vapeur La Suzanne, lors des Tonnerres de Brest 2012.
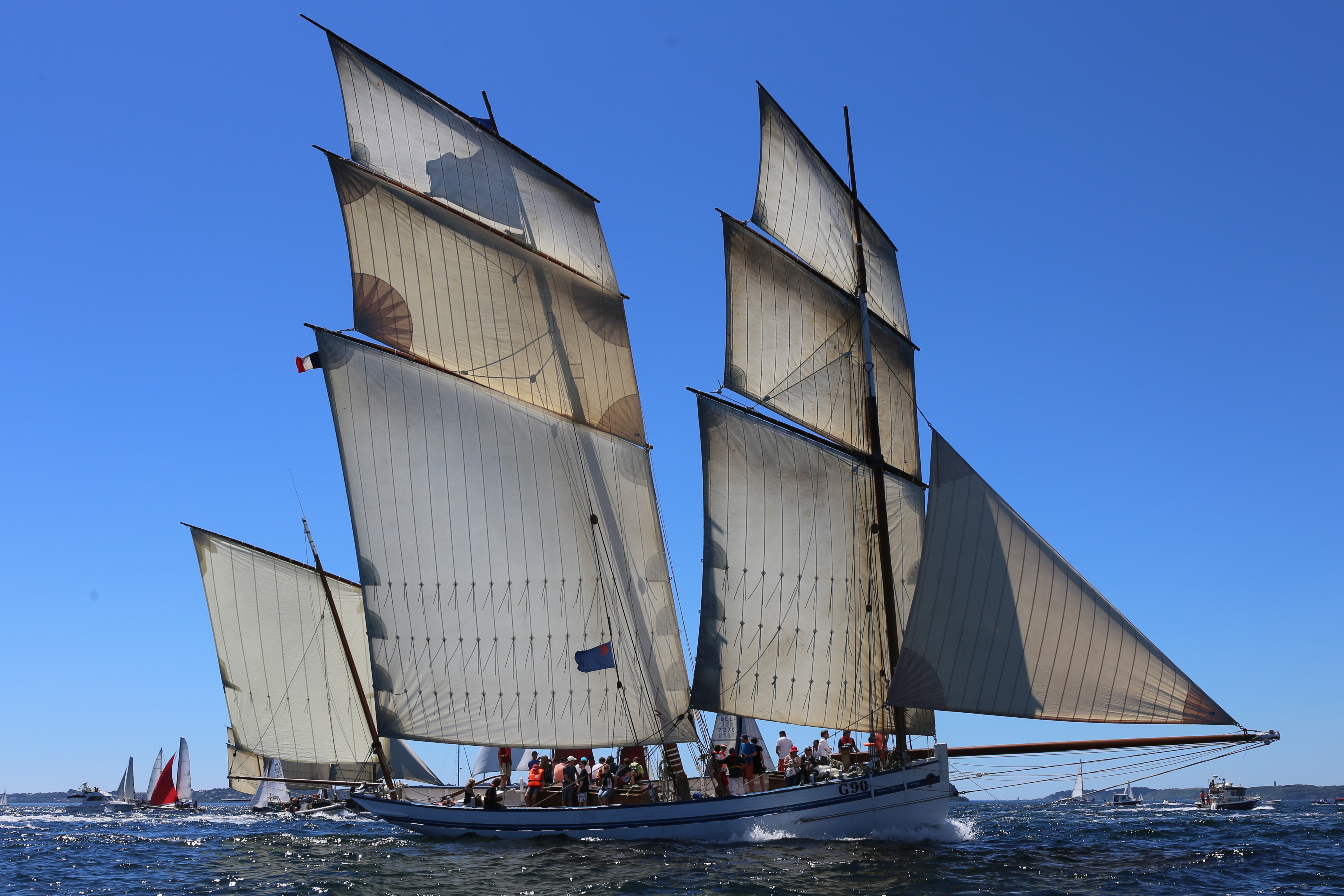
La Granvillaise à Brest 2016.
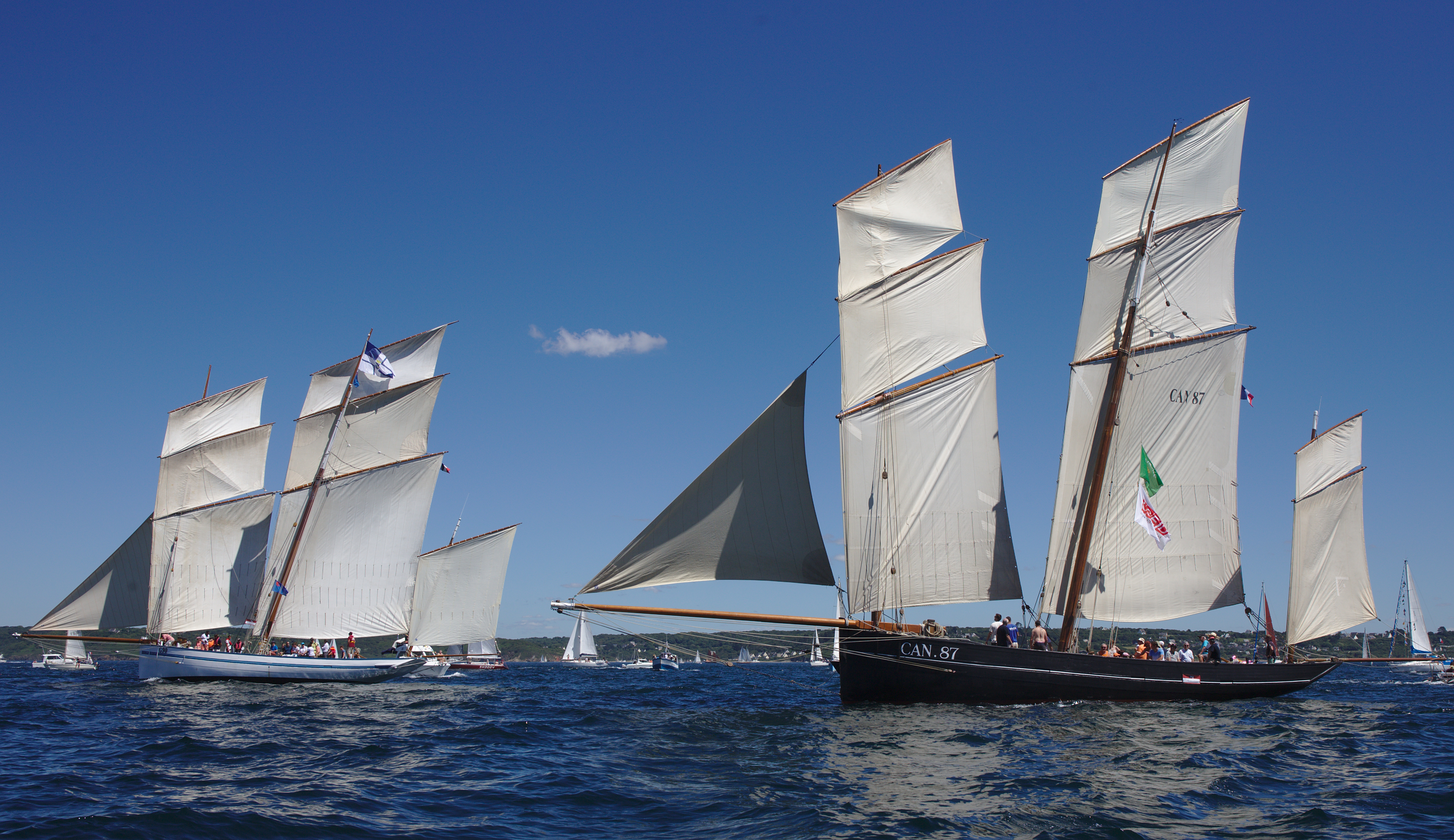
Les deux bisquines, La Granvillaise et sa rivale  et amie bretonne La Cancalaise, lors de Brest 2016.
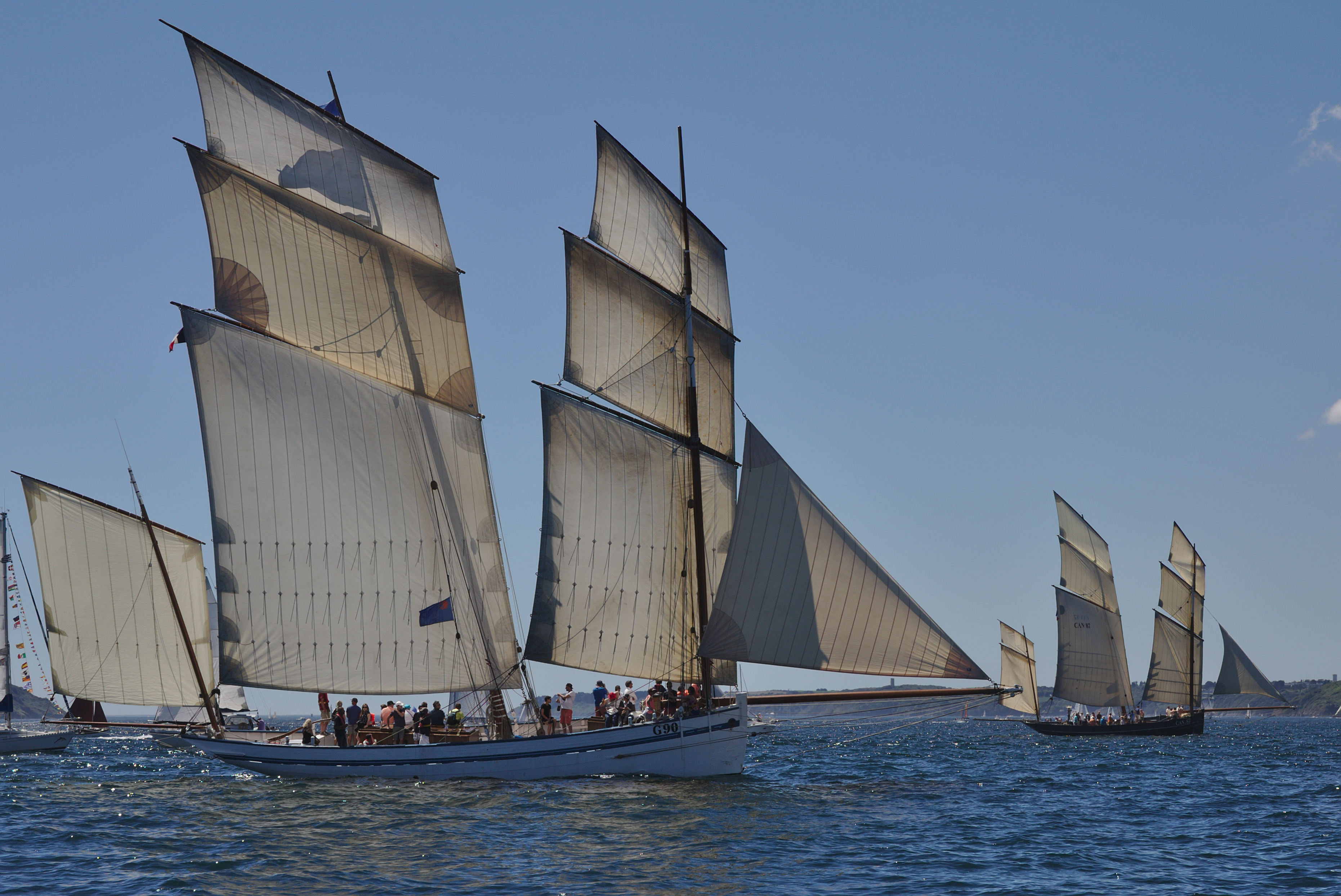
Les deux bisquines, La Granvillaise et La Cancalaise, lors de Brest 2016.
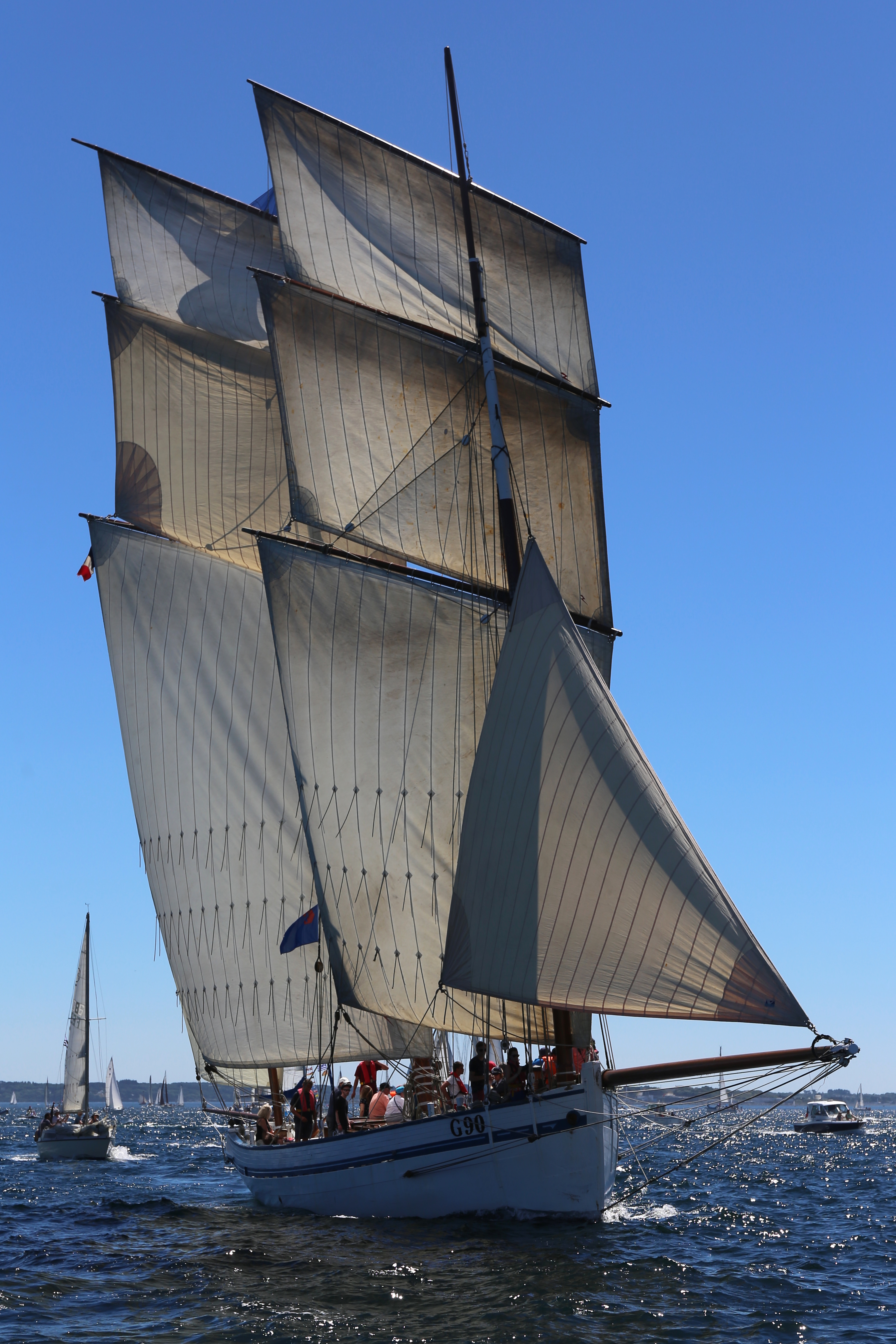
La proue de La Granvillaise...
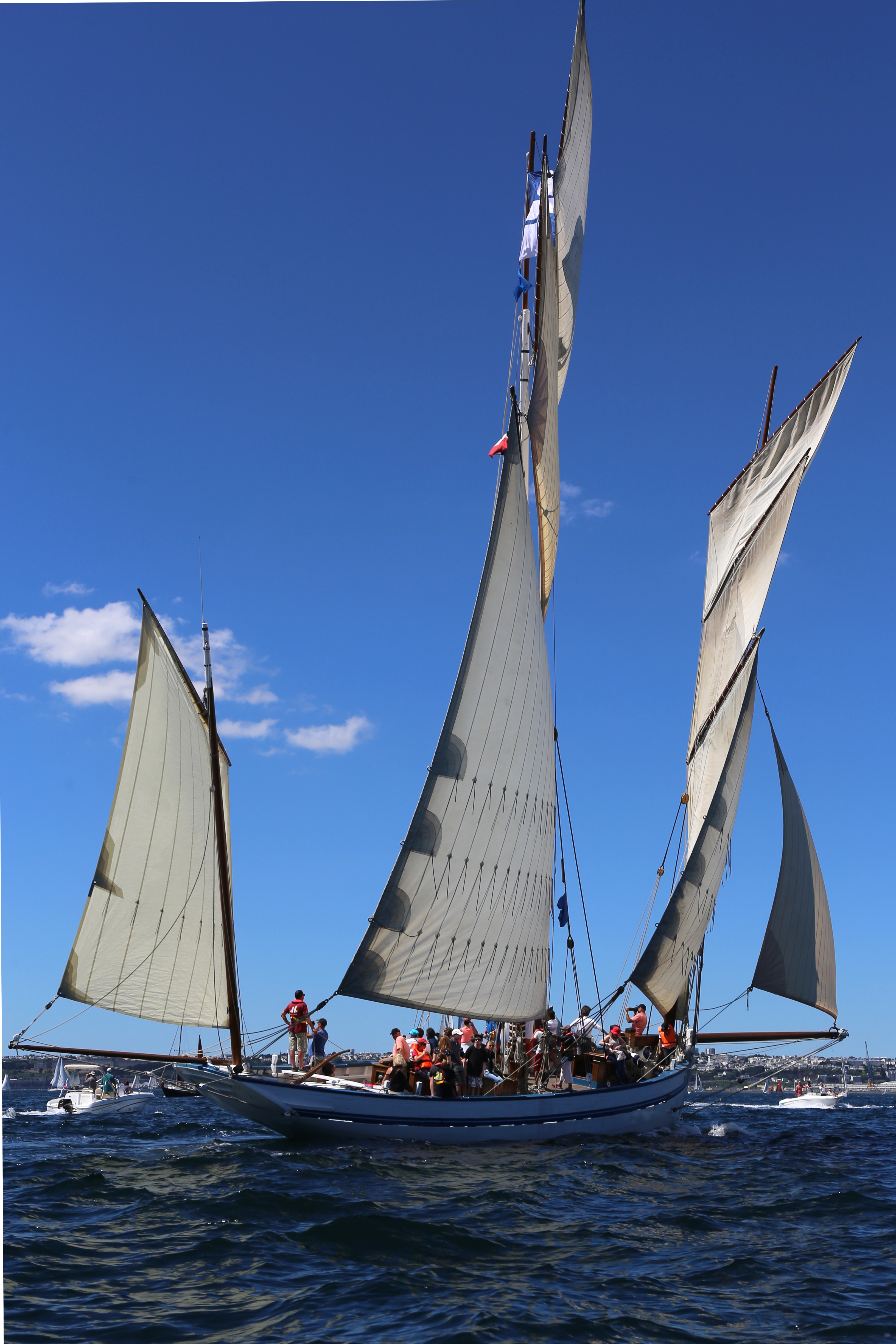
... et sa poupe.
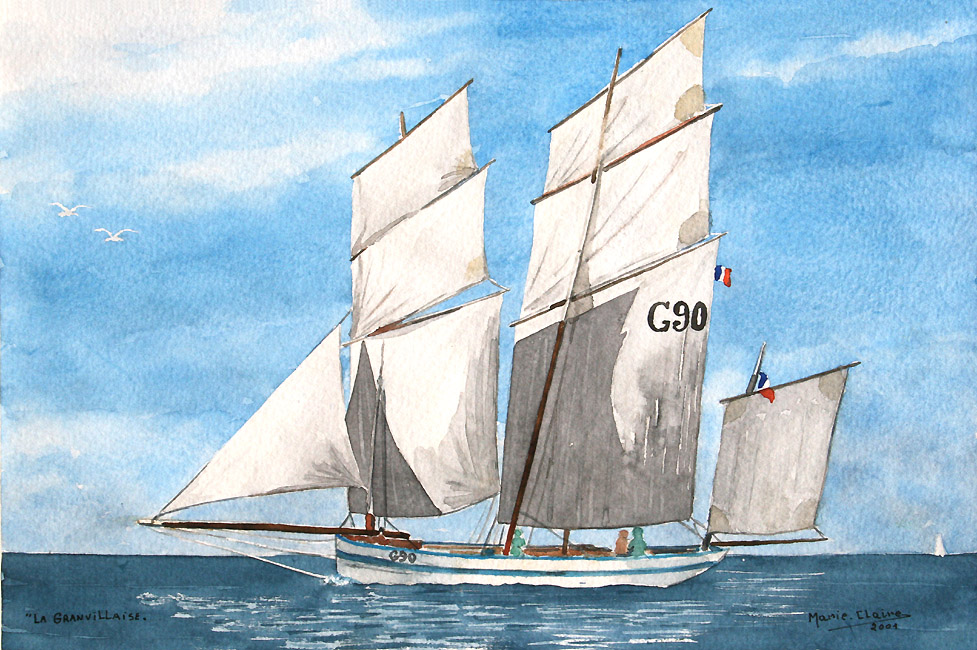
La bisquine La Granvillaise en aquarelle.